# Новосілки Дидинські
Новосілки Дидинські (пол. Nowosiółki Dydyńskie) — село в Польщі, у гміні Фредрополь Перемишльського повіту Підкарпатського воєводства, у межах етнічної української території Надсяння.
Населення — 153 особи (2011).

## Розташування
Село розташоване за 8 км на південь від Фредрополя і за 18 км на південь від Перемишля. Населення становить 154 особи.
Новосілки Дидинські лежать неподалік від польсько-українського кордону, на правому березі річки Вігор, біля підніжжя гори, на якій розташована Кальварія Пацлавська.

## Історія
Відоме з 1438 року.
На пагорбі, який піднімається за селом, знайдено руїни середньовічного городища з часів Київської Русі зі збереженими залишками трьох кілець валів. У найвищій частині стоїть дерев'яна кальварійська каплиця Марії Магдалини. У XVII столітті село належало графам Фредрам. У 1686 році Андрій Максиміліян Фредро, засновник Пацлавської Кальварії, подарував село тамтешньому монастиреві. У 1870 році спадкоємці Фредри відібрали село. 
У 1837 році це "панське" село купив перемиський єпископ Іван Снігурський для того, щоб на доходи від нього оплачувати навчання для 24 учнів Дяко-Учительського інституту у Перемишлі, заснованого ним у 1818 році. В учні приймалися хлопці (в тому числі і сини діючих священиків та діти померлих священиків, як це було у випадку з о. Михайлом Вербицьким та його братом Володиславом), які мали здібності до учительського та дяківського сану.
У 1841 році з обов'язком використовувати доходи для навчання хлопців єп. Снігурський передав село греко-католицькій капітулі у Перемишлі. 
В останні роки XIX ст. виникла суперечка з приводу належності ґрунтів, на яких були зведені кальварські каплиці. Процес закінчився лише 1907 року. Вирок не влаштовував монастир. Власністю монастиря залишилися тільки каплиці та територія, яку вони займали.
У селі була церква Покрови Пресвятої Богородиці, збудована 1740 року. У 1795 році тут проживало 95 греко-католиків, 80 римо-католиків та 24 євреї. У 1921 році в селі нараховувалось 61 хата і 320 жителів, серед них 223 римо-католиків, 88 греко-католиків та 9 євреїв. У 1938 році — 91 греко-католик. Після Другої світової війни майже всі українці зі села були насильно виселені.
У 1975-1998 роках село належало до Перемишльського воєводства.

## Демографія
Демографічна структура станом на 31 березня 2011 року:
|          | Загалом | Допрацездатний вік | Працездатний вік | Постпрацездатний вік |
| -------- | ------- | ------------------ | ---------------- | -------------------- |
| Чоловіки | 70      | 16                 | 47               | 7                    |
| Жінки    | 83      | 14                 | 47               | 22                   |
| Разом    | 153     | 30                 | 94               | 29                   |